# Torres del Agua
Las Torres del Agua fueron una construcción arquitectónica situada en la Ciudad Abierta, Chile. 
Se construyó una primera versión en 1980, y luego una segunda versión en el año 1992 para la celebración de los 40 años de la Escuela de Arquitectura, fue destruida por un temporal en el año 2010. Su suelo estaba compuesto por losetas de cemento, la estructura por tubos de asbesto-cemento, y contaba con una superficie de 298 m².